# 一克拉梦想
《一克拉梦想》（英語：The Diamond's Dream），2012年拍攝的中國大陸電視劇，是浙江卫视自制剧“梦想三部曲”第二部 (第一部和第三部分別是《無懈可擊之藍色夢想》和《幸福的面条》)，但最終沒有在浙江卫视首播。由蒋梦婕、姚元浩、迟帅、阚清子、张晨光和李修贤等联袂主演。本劇於2012年4月开机，2012年9月杀青。2013年10月27日上星首播。

## 播放平台
| 頻道     | 國家/地區 | 播放日期       | 劇場 | 時間       | 備註 |
| -------- | --------- | -------------- | ---- | ---------- | ---- |
| 深圳卫视 | 中国      | 2013年10月27日 |      | 每晚19：30 |      |

註：
1. ↑  以播映時間先後排列

## 劇情簡介
一个天真、有梦想的奋斗型女孩刘美丽（蒋梦婕饰），她最大的梦想是当上国际知名服装设计师。为了实现梦想刘美丽在求职中遇到了云想公司副总经理周旋（姚元浩饰）。周旋从美丽徒手設計的衣服上看到了她的才华，于是录取了美丽並准备折磨这个屡次“挑战”自己的人。二人因此成为欢喜冤家，並产生了一段剪不断理还乱的关系。
美丽的闺中密友静华（刘一含饰）是云想公司最大的競爭对手天衣服饰公司的设计总监。云想集团和天衣集团作为服装业的两大巨头，商业大战一触即发。周旋有意将静华挖角过来以削弱天衣实力，但静华不被高薪所动，因为静华心仪天衣少东叶广义（迟帅饰）。但是叶广义却痴情雪莉（阚清子饰），为此不惜离家出走。
静华後來发现叶广义不愛自己便偷取美丽的设计创意投靠云想集团。而雪莉的卧底身份也被拆穿，原来雪莉的真正身份是云想集团董事长高超之女高蓓，受后母品缇（王琳饰）指使，化名雪莉潜入天衣集团搞垮天衣。
面对两大服装巨头的明争暗斗，美丽身不由己也被卷入其中。当美丽发现了周旋对自己的感情只是当做两大公司商战中的一枚棋子，又发现好友静华窃取了自己的设计创意后愤而离开云想。
不過，美丽始终坚持她的梦想並最後与广义因联手合作，重振天衣。而此时失去美丽的周旋也最终醒悟，追回了美丽并帮助其解开了身世之谜，原来两大服装巨头激烈商战的背后隐藏着更加惊人的秘密。

## 演员
| 演員   | 角色      | 简介                                                                                     |
| 蒋梦婕 | 刘美丽    | 充满梦想的服装设计师                                                                     |
| 姚元浩 | 周旋      | 云想公司总经理。高富帅的典型代表，屌丝们的天生宿敌，在商场中战无不胜，在爱情里义无反顾。 |
| 迟帅   | 叶广义    | 天衣公司少东家                                                                           |
| 周曉涵 | 楊庭      | 劉美麗姊妹                                                                               |
| 阚清子 | 高蓓/雪莉 | 刘美丽失散多年的妹妹，周旋表妹，为爱痴狂却心胸狭窄。                                     |
| 刘一含 | 谢静华    | 天衣服装公司首席设计师，与美丽在职场上是好朋友，为了实现自己的梦想在拼搏着。             |
| 张晨光 | 高超      | 高蓓的父亲                                                                               |
| 李修贤 | 叶大器    | 叶广义的父亲                                                                             |
| 李茂   | 王维      | 天衣公司首席服装设计师，纨绔子弟，为朋友两肋插刀。阳光帅气而又重情重义！                 |
| 王琳   | 周品缇    |                                                                                          |
| 安鈞璨 | 彼得      |                                                                                          |

## 製作團隊
- 出品人：  赵依芳
- 制作人：  傅斌星、金陵
- 导演：    黄祖权、周家文
- 副导演：  沈佳荣
- 编剧：    朱永昆、汪远
- 摄影：    江友兴
- 造型设计：安东
- 灯光：    曹景祥

## 收視率
由csm数据参考而来，收视率包括全天收视指数和市场(收视)份额参数
| 平台     | 平均收视率 | 平均收视份额 |
| 深圳卫视 | 0.515      | 1.35         |

## 外部連結
- 《一克拉梦想》新浪网专题 （页面存档备份，存于）
- 《一克拉梦想》的新浪微博
- 《一克拉梦想》深圳衛視专题